# むつ総合病院
むつ総合病院（むつそうごうびょういん）は、青森県むつ市にある医療機関。むつ市・大間町・東通村・風間浦村・佐井村で構成する一部事務組合、下北医療センターが運営する公立の病院である。

## 概要
1960年、むつ市が誕生したことによりこれまで公立田名部病院、市立大湊田名部病院と名前を変えてきた公立病院が市立むつ病院と名称変更した。その後むつ市以外の各自治体も参加する一部事務組合下北医療センター設立により、組合に移管、基幹病院となり1971年｢むつ総合病院｣と改称。1994年病院の大幅改修を行い、創立120周年に合わせて新むつ総合病院が完成した。下北地方における重要な二次救急指定病院であり、唯一の災害拠点病院でもある。

### 沿革
- 1874年 - 旧青森町の私立病院済衆社田名部分院が起源[2]。
- 1876年 - 県に移管され公立青森病院田名部分院と改称。
- 1879年 - 公立青森病院が県立青森病院に改組されたため公立田名部病院として独立。
- 1889年 - 区立田名部病院に改称。
- 1898年 - 村立田名部病院に改称。
- 1899年 - 町立田名部病院に改称。
- 1912年 - 建物設備内容等の基準不適格のため、町立田名部医院に改称。
- 1936年 - 院舎新築落成に伴い組織を変更公立田名部病院に改称。
- 1959年 - 市政移行に伴い市立大湊田名部病院に改称。
- 1960年 - 市名変更により市立むつ病院に改称。
- 1972年 - 救急病院に指定される。
- 1974年 - 旧医療法の規定により総合病院化。市立むつ総合病院に改称。
- 1978年 - 一部事務組合下北医療センター設立により、組合に移管、基幹病院となりむつ総合病院に改称。
- 1982年 - へき地中核病院指定。
- 1995年 - 新病院完成。
- 2014年 - 青森県DMAT指定病院に認定。
- 2015年 - 医療事故により入院患者2人が死亡。後和解[3]。

## 診療科等
- 消化器内科・内科
- 消化器外科・外科
- 小児科
- 産科婦人科
- 整形外科
- 脳神経外科
- 心臓血管外科
- 麻酔科
- 循環器内科
- 健診・保健科
- 総合科
- 泌尿器科
- メンタルヘルス科
- 皮膚科
- 形成外科
- 耳鼻咽喉科
- 神経内科
- 呼吸器科
- リウマチ科
- 放射線科
- 歯科口腔外科
- 眼科
- 緩和ケア外来

## 医療機関の指定等
- へき地医療拠点病院
- 救急告示病院
- 青森県災害拠点病院
- 労働災害者災害補償保険法指定医療機関
- 労災保険二次健康診断等指定医療機関
- 臨床研修指定病院
- 生活保護法指定医療機関
- 育成医療指定医療機関
- 第二種感染症指定医療機関
- 精神保健法指定医療機関
- 特定疾患治療研究事業指定医療機関
- 難病医療指定医療機関
- 小児慢性特定疾患治療研究事業指定医療機関
- 地域周産期母子医療指定病院
- 下北地域リハビリテーション広域支援病院
- 原子力災害医療協力病院
- がん診療連携拠点病院
- 肝疾患に関する専門医療機関
- 養育医療指定医療機関
- 身体障害者福祉法指定医療機関
- 母体保護法指定医療機関
- 精神通院医療指定医療機関
- 特定不妊治療費助成事業指定医療機関
- 青森県DMAT指定病院
- 更生医療指定医療機関
- 心神喪失等の状態で重大な他害行為を行った者の医療及び観察等に関する法律に基づく指定通院医療機関

## 交通アクセス
- JR東日本大湊線下北駅より徒歩30分
  - 駅より車で5分
  - 駅より下北交通路線バスむつ市内線、中央クリニック循環、むつ総合病院循環に乗車10分